# Encanto
Pour les articles homonymes, voir Encanto (homonymie).
Encanto est une municipalité brésilienne située dans l'État du Rio Grande do Norte, créée en 1963, dans la microrégion de Serra de São Miguel et la mésorégion de Oeste Potiguar.
Selon le recensement de l'IBGE, la population estimée en 2020 est de 5 668 habitants. 